# Daliyah de Klonia
Daliyah de Klonia (Amsterdam Oost, 18 maart 2005) is een voetbalspeelster uit Nederland. Ze speelt als verdediger voor Ajax in de Vrouwen Eredivisie.
Daliyah de Klonia werd geboren in Amsterdam Oost en begon haar carrière bij de voetbalclub Fortuna Wormerveer. In de zomer van 2021 stapt ze over naar de jeugdopleiding van Ajax.
Op 5 augustus 2023 tekent De Klonia haar eerste profcontract voor Ajax.
Vanaf het seizoen 2023/24 maakt de Klonia onderdeel uit van de selectie van de Amsterdammers. Op 11 oktober 2023 maakt de Klonia haar debuut voor Ajax in een met 6-0 gewonnen uitwedstrijd in de Champions League tegen FC Zürich.
Op 5 november 2023 maakt De Klonia haar debuut in de Vrouwen Eredivisie in een met 5-2 gewonnen thuiswedstrijd tegen FC Utrecht. Haar eerste doelpunt maakt de Klonia op 26 november 2023 in een uitwedstrijd bij AZ die met 2-1 wordt gewonnen.

## Statistieken
| Seizoen | Club   | Land      | Competitie         | Wedstrijden | Doelpunten |
| ------- | ------ | --------- | ------------------ | ----------- | ---------- |
| 2023-24 | Ajax   | Nederland | Vrouwen Eredivisie | 4           | 1          |
| 2024-25 | Ajax   | Nederland | Vrouwen Eredivisie | -           | -          |
| Totaal  | Totaal | Totaal    | Totaal             | 4           | 1          |

Laatste update: 24 december 2023

## Interlands
Daliyah de Klonia is jeugdinternational van Nederland onder 19.
1 Van Eijk ·
3 Van der Veen ·
4 Den Turk ·
6 Van de Velde ·
7 Van Egmond ·
8 Spitse  ·
9 Tolhoek ·
12 Van Hensbergen ·
13 Niënhuis ·
15 Kaagman ·
16 Noordman ·
17 Jansen ·
18 Keijzer ·
19 T. Hoekstra ·
20 Yohannes ·
21 Van Gool ·
22 Sabajo ·
23 Keukelaar ·
24 De Klonia ·
25 De Sanders ·
26 Kardinaal ·
27 Buikema ·
31 Van der Wal ·
Coach: De Reus
· Assistent-coach: Luiten